# Paul Rust

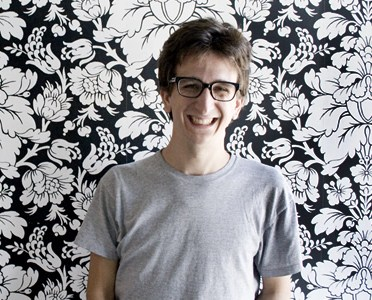
Paul Rust

Paul Rust (* 12. April 1981 in Le Mars, Iowa) ist ein US-amerikanischer Komiker und Schauspieler.

## Leben
Nach erfolgreicher Beendigung seiner Schullaufbahn besuchte Rust die Universität von Iowa. Dort war er Ensemblemitglied des No Shame Theatre.
Rust schrieb Drehbücher verschiedener Comedy-Fernsehserien wie Comedy Bang! Bang!, Arrested Development und Moral Orel. Gemeinsam mit Judd Apatow kreierte er die Netflix-Serie Love, in der er neben Gillian Jacobs die Hauptrolle spielte.
Rust war auch in einigen Filmen zu sehen, so übernahm er etwa 2009 die männliche Hauptrolle in I Love You, Beth Cooper und war in einer Nebenrolle in Quentin Tarantinos Inglourious Basterds aus dem Jahr 2009 zu sehen.

## Filmografie (Auswahl)
- 2004: Exquisite Corps
- 2008: Psycho Sleepover
- 2008: Semi-Pro
- 2009: Inglourious Basterds
- 2009: I Love You, Beth Cooper
- 2013: Ass Backwards
- 2013–2014: Super Fun Night (Fernsehserie)
- 2016–2018: Love (Fernsehserie)
- 2021: Queenpins
- seit 2021: The Great North (Fernsehserie, Sprechrolle)
- 2021–2022: Central Park (Fernsehserie, Stimme)
- 2023: Digman! (Fernsehserie, 1 Folge)
- 2023: Die verrückte Geschichte der Welt, Teil II (History of the World, Part II, Fernsehserie, 1 Folge)
- 2023: Robots